# Belfastský zámek
Belfastský zámek (anglicky Belfast Castle, irsky Caisleán Bhéal Feirste) je novorenesanční zámek na úpatí kopce Cavehill asi 6.5 km od centra severoirského Belfastu. Byl postaven v letech 1862 až 1870 a jeho architekt Charles Lanyon jej navrhl ve stylu skotské zámecké renesanční architektury, tzv. Scottish baronial style. Rod hrabat ze Shaftesbury, který zámek vlastnil, jej roku 1934 věnoval městu. Dnes se zámek užívá pro svatby a jiné slavnostní akce, je zde rovněž stálá výstava.
Před současným zámkem v Belfastu na jiném místě existoval původem normanský zámek, založený ve 12. století, který však roku 1708 vyhořel a byl stržen.